# Jay Nordlinger

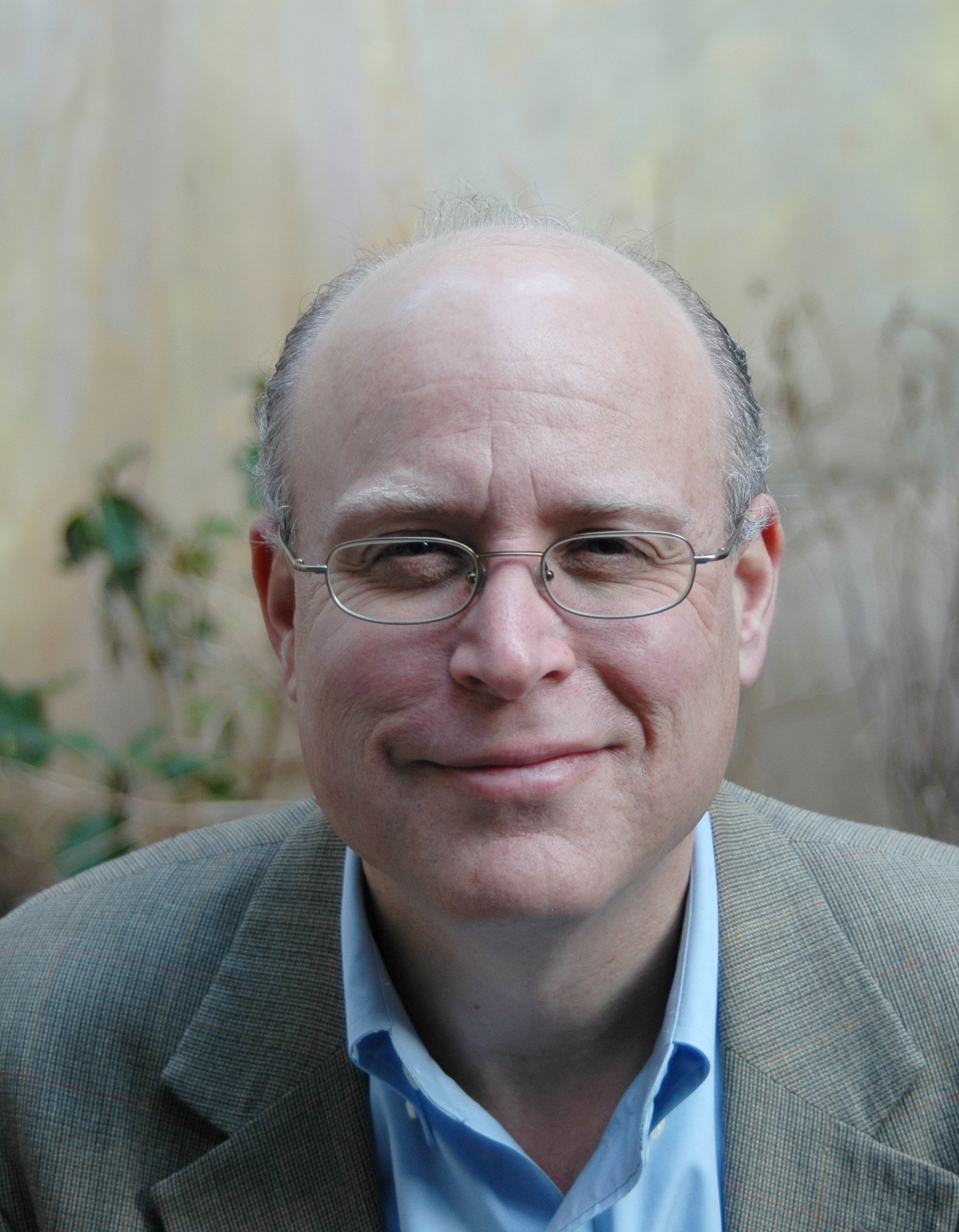
Jay Nordlinger

Jay Nordlinger é um jornalista americano. É um editor sênior na National Review, revista conservadora fundada por William F. Buckley Jr. em 1955. Também escreve uma coluna para o site da revista, "National Review Online," chamado "Impromptus". Nordlinger abrange uma ampla variedade de tópicos, incluindo os direitos humanos. Ele tem escrito muito sobre a China e Cuba.
No último mês e meio de campanha de eleição presidencial de 2000, Nordlinger tirou uma licença do National Review para escrever discursos para George W. Bush.
Nordlinger é também um crítico de música, escrevendo sobre música clássica para The New Criterion e CityArts, além do National Review. Desde 2003, ele apresentou uma série de palestras e entrevistas no Festival de Salzburgo.
Em 2007, a National Review Books publicou Here, There & Everywhere: Collected Writings of Jay Nordlinger. Em 2012, a Encounter Books publicou o livro de Nordlinger Peace, They Say: A History of the Nobel Peace Prize, the Most Famous and Controversial Prize in the World.
Nordlinger vive em Nova Iorque, mas nasceu em Ann Arbor, Michigan, e muitas vezes refere-se à sua cidade natal esquerdista em colunas políticas.

## Prêmios
Em 2001, Nordlinger recebeu o Eric Breindel Award por excelência em jornalismo de opinião. Este é um prêmio anual dado pela News Corporation, em homenagem ao seu falecido editor editorial. O prêmio é destinado para jornalistas que demonstram "amor pelo país e suas instituições democráticas" e que "dão testemunhos para os males do totalitarismo".
Também em 2001, Nordlinger recebeu o prêmio anual da Fundação Chan para Jornalismo e Cultura. O prêmio e a Fundação, foram estabelecidos em honra de Zhu Xi Chan, o dono do jornal de Hong Kong cujas páginas colocaram em exposição a China de Mao Tsé-Tung. O prêmio é destinado a jornalistas "que usam seus talentos para trabalhar para a liberdade e a democracia na China."